# زمین‌لرزه ۱۹۷۳ کاستاریکا
زمین‌لرزه کاستاریکا  در تاریخ ۱۴ آوریل ۱۹۷۳ میلادی، برابر با ‎۲۵ فروردین ۱۳۵۲، ساعت ۸:۳۴:۰۰ به زمان یوتی‌سی در کاستاریکا رخ داد. ژرفای این زلزله ۳۱٫۲ کیلومتر بود، و بزرگی آن ۶٫۵ در مقیاس Ms اعلام شده‌است. زمین‌لرزه به وقت محلی در روز شنبه، ساعت ۲ روی داده و منطقه زمانی آن یوتی‌سی -۶ بوده‌است .
سازمان زمین‌شناسی آمریکا نیز رومرکز این زمین‌لرزه را در مختصات ۱۰°۴۰′۴۴″شمالی ۸۴°۴۵′۳۲″غربی / ۱۰٫۶۷۹°شمالی ۸۴٫۷۵۹°غربی و ژرفای آن را در ۳۳ کیلومتر گزارش کرده‌است. بزرگی برگزیدهٔ این سازمان از میان بزرگیهای محاسبه‌شدهٔ مختلف ۶٫۵ در مقیاس Ms بوده و از دید اثر، در میان چهار دسته‌بندی «نامحسوس»، «محسوس»، «زیان‌آور» یا «با تلفات»، زلزله را «با تلفات» اعلام کرده‌است.
شمار کشتگان زلزله حدود ۲۶ نفر بوده‌است.تعداد زخمیان ۱۰۰ نفر برآورده شده‌است.